# Caetano Veloso
Caetano Veloso (Santo Amaro, 1942. augusztus 7. –) Grammy-díjas brazil énekes, gitáros, dalszerző, író, politikai aktivista.

## Pályafutása
Bahia államban, Santo Amaróban született ötödik gyermekként. Húga, Maria Bethânia híres énekesnő.
Veloso ifjúkorát a brazil északkeleten töltötte, amelynek gazdag zenei öröksége a karibi, afrikai és az észak-amerikai zene.
A hatvanas évek elején húgát követte, aki addigra már sikeres énekessé vált Rio de Janeiroban.
Veloso Gilberto Gillel, Tom Zével és másokkal megújította a brazil könnyűzenét. A tropicalismónak nevezett irányzat ötvözte a bossa novát, a népzenét, az amerikai rockzenét és az avantgárd zenei hatásokat (pl. Karlheinz Stockhausen).
Az 1964 és 1984 közötti brazil katonai diktatúra idején számos művét cenzúrázták, őt, valamint Gilberto Gilt bebörtönözték.
1968-ban Londonba emigrált, és csak 1972-ben tért vissza Brazíliába. Veloso a Música Popular Brasileira legkreatívabb és legbefolyásosabb művésze maradt. 2017-ben három fiával, Morenóval, Zecával és Tom Velosóval rögzítette az Ofertório című koncertalbumot, amelynek anyagával 2018-tól sokat turnéztak.
2002-ben megjelentette a Tropical Truth: A Story of Music and Revolution in Brazil című könyvét a tropicalismo mozgalomról.

### Stúdióalbumok
- 1967: Domingo (Caetano Veloso & Gal Costa-album)
- 1968: Caetano Veloso
- 1968: Tropicália: ou Panis et Circenses
- 1968: Veloso, Gil e Bethânia
- 1969: Caetano Veloso
- 1971: Caetano Veloso
- 1972: Transa
- 1972: Araçá Azul
- 1975: Qualquer Coisa
- 1975: JJóia
- 1977: Caetano... muitos carnavais...
- 1977: Bicho Bicho
- 1978: Muito (dentro da estrela azulada)
- 1979: Cinema Transcendental
- 1981: Outras Palavras
- 1981: Brasil (João Gilberto-album & Caetano Veloso, Gilberto Gil, Maria Bethânia)
- 1982: Cores, Nomes
- 1983: Uns
- 1984: Velô
- 1986: Caetano Veloso
- 1987: Caetano
- 1989: Estrangeiro
- 1991: Circuladô
- 1993: Tropicália 2 (& Gilberto Gil)
- 1994: Fina Estampa
- 1998: Livro
- 2000: Noites do Norte
- 2002: Eu Não Peço Desculpa (& Jorge Mautner)
- 2004: A Foreign Sound
- 2005: Onqotô
- 2006: Cê
- 2008: Caetano Veloso, Roberto Carlos, Música de Tom Jobim
- 2009: Zii és Zie
- 2012: Abraçaço

### Koncertlemezek
- 1968: Ao Vivo (& Os Mutantes)
- 1972: Barra 69 ao Vivo na Bahia (& Gilberto Gil)
- 1972: Caetano e Chico – juntos e ao vivo (& Chico Buarque)
- 1974: Temporada de Verão – Ao Vivo na Bahia (& Gal Costa, Gilberto Gil)
- 1976: Doces Bárbaros (& Gal Costa, Gilberto Gil, Maria Bethânia)
- 1977: Bicho Baile Show (& Banda Black Rio)
- 1978: Maria Bethânia & Caetano Veloso ao Vivo (& Maria Bethânia)
- 1986: Totalmente Demais
- 1992: Circuladô Vivo
- 1994: Fina Estampa ao Vivo
- 1999: Prenda Minha
- 1999: Omaggio a Federico e Giulietta
- 2001: Noites do Norte ao Vivo
- 2002: Live in Bahia
- 2007: Cê ao Vivo
- 2011: MTV ao Vivo – Caetano – Zii & Zie
- 2011: Caetano e Maria Gadú Multishow ao Vivo (& Maria Gadú)
- 2012: Live at Carnegie Hall 2004
- 2013: Abraçaço ao Vivo
- 2016: Dois Amigos (Caetano Veloso & Gilberto Gil)
- 2018: Ofertorio

## Díjak, jelölések
Díjak, jelölések: elnyert: 16, jelölés: 37